# Gouvernement Jules Simon
Troisième République
Gouvernement Jules Dufaure IV Gouvernement Albert de Broglie III
Le gouvernement Jules Simon est le gouvernement de la Troisième République en France du 12 décembre 1876 au 16 mai 1877.

## Composition

### Nominations du 12 décembre 1876
| Fonction | Fonction             | Image | Nom         | Parti politique     |
| -------- | -------------------- | ----- | ----------- | ------------------- |
|          | Président du Conseil |       | Jules Simon | Gauche républicaine |

| Fonction | Fonction                                           | Image | Nom                       | Parti politique     |
| -------- | -------------------------------------------------- | ----- | ------------------------- | ------------------- |
|          | Ministre de l'Intérieur                            |       | Jules Simon               | Gauche républicaine |
|          | Ministre des Affaires étrangères                   |       | Louis Decazes             | Orléaniste          |
|          | Ministre de la Justice et des Cultes               |       | Louis Martel              | Centre gauche       |
|          | Ministre de la Guerre                              |       | Jean-Auguste Berthaut     |                     |
|          | Ministre de la Marine et des Colonies              |       | Martin Fourichon          | Centre gauche       |
|          | Ministre des Finances                              |       | Léon Say                  | Centre gauche       |
|          | Ministre de l'Instruction publique, des Beaux-arts |       | William Henry Waddington  | Centre gauche       |
|          | Ministre des Travaux publics                       |       | Albert Christophle        | Centre gauche       |
|          | Ministre de l'Agriculture et du Commerce           |       | Pierre Teisserenc de Bort | Centre gauche       |
|          | Sous-secrétaire d'État aux Finances                |       | Louis Passy               | Orléaniste          |

### Nomination du 21 décembre 1876
| Fonction | Fonction                            | Image | Nom          | Parti politique     |
| -------- | ----------------------------------- | ----- | ------------ | ------------------- |
|          | Sous-secrétaire d'État à la Justice |       | Jules Méline | Gauche républicaine |

### Nomination du 18 janvier 1877
| Fonction | Fonction                                           | Image | Nom            | Parti politique |
| -------- | -------------------------------------------------- | ----- | -------------- | --------------- |
|          | Sous-secrétaire d'État à la Marine et aux Colonies |       | Albert Roussin |                 |

## Actions du gouvernement

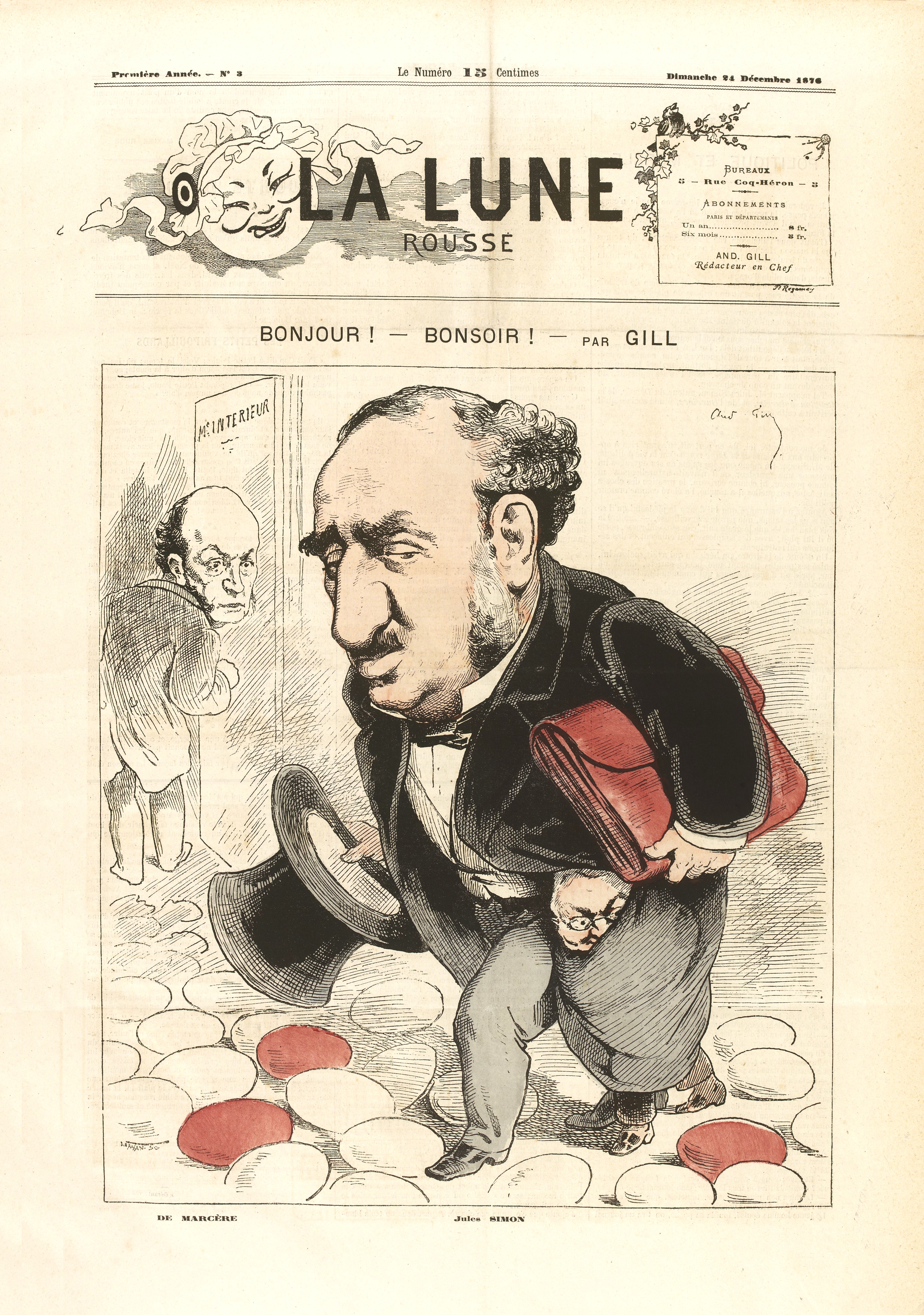
Adolphe Thiers tapi sous l'habit du président du Conseil Jules Simon. Caricature par André Gill, La Lune rousse, 24 décembre 1876.

Jules Simon créé par une circulaire de 1877 le livret de famille. Il procède à une épuration de certains préfets et magistrats, ce qui irrite Mac-Mahon. Jules Simon désapprouve aussi l'agitation ultramontaine. Toutefois, Léon  Gambetta, désireux de mettre Simon en difficulté, estimait à la tribune de la Chambre que le président du conseil n'avait pas réagi avec suffisamment de fermeté aux prises de position « ultramontaines ». Il prononce l'un des plus célèbres discours de sa carrière : 

« L'Église est arrivée à supprimer dans tous les séminaires, même à Saint-Sulpice, l'enseignement des libertés gallicanes et à proscrire comme une hérésie tout ce qui rappelait la vieille Église de France, les libertés traditionnelles de cette Église qui avait été constituée sous le double empire de la protection nationale et de la dignité même de l'Église.
On a demandé à enseigner, d'abord les petits, les humbles, puis on s'est élevé, on est passé à l'enseignement secondaire, et aujourd'hui nous voici à l'enseignement supérieur, à la collation de grades par les universités catholiques au détriment de l'État. On pense à l'effrayante multiplication dont les ordres religieux, les congrégations de toute sorte, hommes et femmes, offrent le spectacle depuis le dernier recensement.
Nous en sommes arrivés à nous demander si l'État n'est pas maintenant dans l'Église, à l'encontre de la vérité des principes qui veut que l'Église soit dans l'État.
Quant à moi, je suis partisan du système qui rattache l'Église à l'État (Mouvements) . Oui ! j'en suis partisan, parce que je tiens compte de l'état moral et social de mon pays, mais je veux, entendez-le, je ne veux défendre le Concordat et rester fidèle à cette politique que tout autant que le Concordat sera interprété comme un contrat bilatéral qui vous oblige et vous tient, comme il m'oblige et comme il me tient ! (Vifs applaudissements à gauche et au centre). 
Je ne fais que traduire les sentiments intimes du peuple de France en disant ce qu'en disait un jour mon ami Peyrat : le cléricalisme ? Voilà l'ennemi ! »

.
Jules Simon débordé dut accepter un ordre du jour invitant le gouvernement à réprimer les « manifestations ultramontaines ». Le 15 mai 1877, la Chambre des députés abroge le titre II de la loi du 29 décembre 1875 sur les délits de presse. Le 12 mai 1877, Jules Simon n'empêche pas la publicité des conseils municipaux. Partant, Patrice de Mac-Mahon lui adresse la demande d'explication suivante : 

« Monsieur le Président du Conseil, 
Je viens de lire dans le Journal Officiel le compte rendu de la séance d’hier.
J’ai vu avec surprise que ni vous ni le garde des Sceaux n’aviez fait valoir à la tribune toutes les graves raisons qui auraient pu prévenir l’abrogation d’une loi sur la presse votée il y a moins de deux ans, sur les propositions de Monsieur Dufaure et dont tout récemment vous demandiez vous même l’application aux tribunaux ; et cependant dans plusieurs délibérations du Conseil et dans celle d’hier matin même, il avait été décidé que le président du Conseil et le garde des Sceaux se chargeraient de la combattre.
Déjà on avait pu s’étonner que la Chambre des députes, dans ses dernières séances, eût discuté toute une loi municipale, adopté même une disposition dont au Conseil des ministres vous avez vous-même reconnu tout le danger, comme la publicité des délibérations des conseils municipaux, sans que le ministre de l’intérieur eût pris part à la discussion.
Cette attitude du Chef du Cabinet fait demander s’il a conservé sur la Chambre l’influence nécessaire pour faire prévaloir ses vues. Une explication à cet égard est indispensable car, si je ne suis pas responsable comme vous envers le parlement, j’ai une responsabilité envers la France, dont aujourd’hui plus que jamais je dois me préoccuper.
Agréez, Monsieur le Président du Conseil, l’assurance de ma plus haute considération.
Le Président de la République
maréchal de Mac-Mahon. »

Jules Simon, ulcéré par cette lettre, démissionne le 16 mai.
« Monsieur le président de la République, la lettre que vous voulez bien m'écrire m'impose le devoir de vous donner ma démission des fonctions que vous aviez bien voulu me confier. »

## Fin du gouvernement et passation des pouvoirs
Le 16 mai 1877, Jules Simon remit la démission du gouvernement au président de la République, Patrice de Mac-Mahon.
Le 17 mai 1877, Patrice de Mac-Mahon nomma Albert de Broglie à la présidence du Conseil.